# Geelvinkspettpapegoja
Geelvinkspettpapegoja (Micropsitta geelvinkiana) är en fågel i familjen östpapegojor inom ordningen papegojfåglar.

## Utseende och läte
Geelvinkspettpapegoja är en mycket liten papegoja med grön kropp, gult under stjärten och brunt ansikte. Hanen har en gul teckning centralt nerför undersidan samt en gul fläck bakom hjässan. Fåglar på Numfoor har blå hjässa och hanen har även blå kind. Lätet är ljust och kvittrigt.

## Utbredning och systematik
Geelvinkspettpapegojan förekommer på öar i Cenderawasihbukten utanför norra Nya Guinea. Den delas in i två underarter med följande utbredning:
- M. g. geelvinkiana – förekommer på ön Numfoor
- M. g. misoriensis – förekommer på ön Biak

## Levnadssätt
Geelvinkspettpapegojan hittas i skogsområden där den födosöker likt nötväckor, på jakt efter lavar och svampar. Liksom andra spettpapegojor häckar den i bon av trädlevande termiter.

## Status
Arten har ett begränsast utbredningsområde, men beståndet tros vara stabilt. IUCN kategoriserar arten som livskraftig.